# محمدنقی براهنی
محمدنقی براهنی (۱۳۱۱ خورشیدی – مرداد ۱۳۸۱ خورشیدی) روان‌شناس ایرانی‌ بود. او را پدر روان‌آزمایی ایران می‌دانند.

## زندگی
محمدنقی دوره‌های دبستان و دبیرستان را در زادگاه خود به پایان رساند. بعد وارد دانشگاه تبریز شد و در سال ۱۳۳۴ با درجه عالی مدرک لیسانس خود را در آموزش زبان دریافت نمود. همزمان با تحصیل در دوره لیسانس، در شهرستان مرند، به‌عنوان آموزگار مشغول به کار شد. پس از دریافت مدرک لیسانس به مدت دو سال در دبیرستان‌های ارومیه به تدریس پرداخت. در سال ۱۳۳۵ با دریافت بورسیه تحصیلی به انگلستان اعزام شد و در سال ۱۳۳۶ توانست از دانشگاه لندن دیپلم آکادمیک روان‌شناسی پرورشی را دریافت نماید. به محض دریافت این مدرک، به ادامه تحصیل پرداخت و در سال ۱۳۳۸ موفق به دریافت فوق‌لیسانس روان‌شناسی پرورشی از دانشگاه لندن شد.
در اواسط سال ۱۳۴۰ به تبریز رفت و تا سال ۱۳۴۳ به‌عنوان عضو هیئت علمی گروه روان‌شناسی دانشگاه تبریز به تدریس و پژوهش پرداخت. سپس برای ادامه تحصیل به امریکا اعزام و در سال ۱۳۴۵ از دانشگاه کلمبیا درجه فوق‌لیسانس روان‌شناسی دریافت کرد. پس از آن، تحصیل دوره دکتری را شروع کرده و همزمان با آن به‌عنوان متخصص آزمون‌سازی در مؤسسه هارگوت‌پرس واقع در نیویورک امریکا شروع به کار کرد و تا سال ۱۳۴۶ به این کار ادامه داد.
محمدنقی براهنی در سال ۱۳۴۷ درجه دکتری روان‌شناسی را از دانشگاه یاد شده دریافت کرد. سپس به ایران بازگشت و در گروه روان‌شناسی دانشکده علوم تربیتی دانشگاه تهران، ابتدا با سمت استادیاری و سپس دانشیاری به تدریس و پژوهش پرداخت و در سال ۱۳۶۲ با همان درجه دانشیاری از دانشگاه تهران زودهنگام بازنشسته شد.

## آثار
| نام کتاب                                   | مولف                                                                     | مترجم(ان) | ناشر / تاریخ نشر فارسی          |
| ------------------------------------------ | ------------------------------------------------------------------------ | --- | ------------------------------- |
| شناخت خویش                                 | آرتور جرسیلد                                                             | محمد نقی براهنی و غلامحسین ساعدی                                                                                  | ۱۳۴۲                            |
| آمریکا آمریکا                              | الیاکازان                                                                | محمد نقی براهنی و غلامحسین ساعدی                                                                                  | ۱۳۴۳                            |
| زمینه روانشناسی هیلگارد                    | ریتا اتکینسون، ریچارد اتکینسون، ادوارد اسمیت، داریل بم، سوزان نولن-هکسما | یوسف کریمی، مهرناز شهرآرای، بهروز بیرشک ، محمدنقی براهنی، مهرداد بیک، نیسان گاهان، رضا زمانی، مهدی محی الدین بناب | تهران: رشد                      |
| روان‌آزمایی                                 | آن آناستازی                                                              | محمدنقی براهنی | تهران: دانشگاه تهران            |
| مدیریت عوامل روانی - اجتماعی محیط کار      |                                                                          | محمدنقی براهنی (مترجم)، رایجا کالیمو (زیرنظر)، کری لین کوپر (زیرنظر)، مصطفی بطوی (زیرنظر)                         | تهران: رسانش                    |
| واقعیت و خیال در روانشناسی                 | هانس‌یورگن آیزنک                                                          | محمدنقی براهنی، نیسان قولیان                                                                                      | تهران: روز، ۱۳۶۵                |
| نظریه‌های یادگیری                           | ارنست هیلگارد، گوردون باور                                               | محمدنقی براهنی، اسماعیل سعادت                                                                                     | تهران: مرکز نشر دانشگاهی        |
| مبانی نظری آزمونهای روانی                  | داوید مگنوسون                                                            | محمدنقی براهنی | تهران: دانشگاه تهران، ۱۳۷۰      |
| روانشناسی یادگیری                          | جیمز دیز، استوارت هاس                                                    | محمدنقی براهنی | تهران: جویا، ۱۳۷۰               |
| روانشناسی خرافات                           | گوستاو جاهودا                                                            | محمدنقی براهنی | تهران: البرز، ۱۳۷۱              |
| رشد عقلانی کودک از دیدگاه پیاژه            | سیلویا اوپر                                                              | فریدون حقیقی، فریده(خوش‌آموز) شریفی، محمدنقی براهنی، ایرج جهانشاهی                                                 | تهران: مؤسسه فرهنگی فاطمی، ۱۳۷۱ |
| ذهن و جامعه: رشد فرایندهای روانشناختی عالی | لی‌یف‌سیمونویچ ویگوتسکی                                                    | محمدنقی براهنی | تهران: مؤسسه فرهنگی فاطمی، ۱۳۷۸ |
| انگیزش وهیجان                              | ادواردج. موری                                                            | محمدنقی براهنی | تهران: چهر، ۱۳۶۳                |

- مقیاس تجدید نظر شده حافظه و کسلر، محمدنقی براهنی، تهران: کوشامهر
- واژه نامه روانشناسی و زمینه های وابسته: فارسی ـ انگلیسی، محمدرضا باطنی، علی اکبر سیف، یوسف کریمی، محمدنقی براهنی، نیسان گاهان، جمال عابدی، هامایک آوادیسیانس، جلال بامدادی، تهران: فرهنگ معاصر، شابک: x-۹۶۴-۵۵۴۵-۱۷